# エドガー・ミッチェル
エドガー・ミッチェル（Edgar Dean Mitchell, D.Sc.、1930年9月17日 - 2016年2月4日）は、アメリカ合衆国のパイロット、工学者、宇宙飛行士。アポロ14号のアポロ月着陸船のパイロットとして9時間を月で過ごし、月面を歩いた6番目の人間になった。

## プロフィール

### 生い立ち
テキサス州ヘリフォードの生まれ。少年時代はボーイスカウトで活発に活動し、上から2番目のライフスカウトの地位にまで上った。またデモレー団のメンバーでもあり、殿堂入りしている。

### 海軍
ミッチェルは1952年にカーネギーメロン大学で工業経営の学位を取り、翌年、アメリカ海軍でパイロットとなり、ボノム・リシャールやタイコンデロガ等の空母から飛行した。海軍にいる間に、海軍大学院で航空宇宙工学の学士号を取り、マサチューセッツ工科大学で航空学と宇宙航行学の博士号を取得した。

### NASA

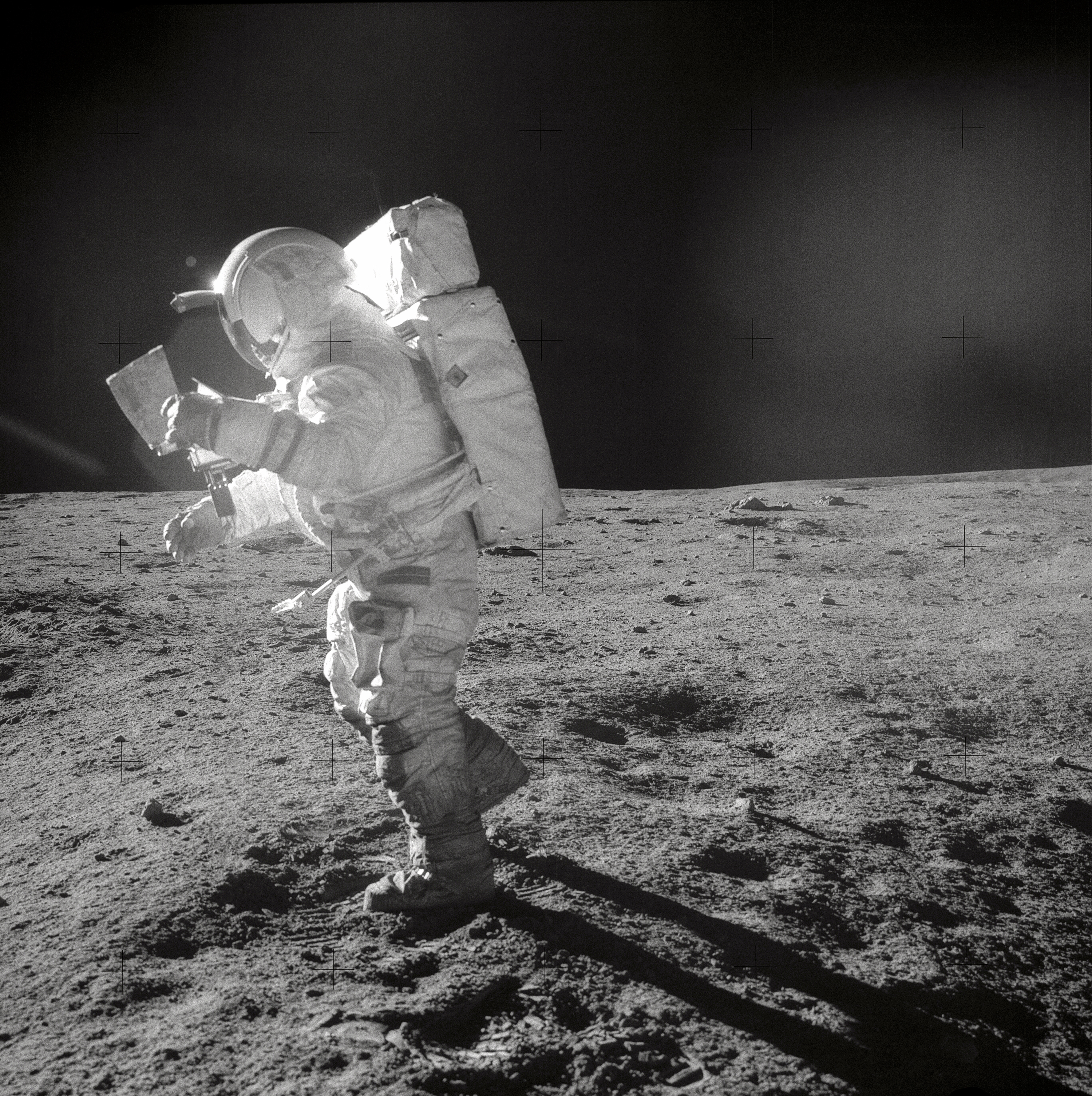
1971年2月6日、月面で地図を見るミッチェル

ミッチェルは1966年に宇宙飛行士に選ばれ、アメリカ海軍からアメリカ航空宇宙局に配置換えされた。ミッチェルはアポロ10号で予備乗員となり、アポロ14号で乗組員となった。アポロ14号は、ミッチェルの唯一の宇宙飛行であった。ミッチェルはカッパ・シグマ・フラタニティーのメンバーであり、バッジの1つを月に持って行った。これは現在、カーネギーメロン大学に保存されている。その後、1972年に海軍を退職するまでNASAに留まった。

### その後
ミッチェルは、ニューメキシコ州立大学、アクロン大学、カーネギーメロン大学、エンブリー・リドル航空大学から名誉博士号を授与されている。また、1970年にはリチャード・ニクソン大統領から大統領自由勲章を授与されている。
1998年のテレビドラマ『フロム・ジ・アース/人類、月に立つ』では、ミッチェルをゲイリー・コールが演じた。晩年はフロリダ州ウェストパームビーチに居住し、2016年2月4日に死去。